# Mesophylla macconnelli
Mesophylla macconnelli е вид прилеп от семейство Американски листоноси прилепи (Phyllostomidae). Видът не е застрашен от изчезване.

## Разпространение
Разпространен е в Боливия, Бразилия, Венецуела, Гвиана, Еквадор, Колумбия, Коста Рика, Никарагуа, Панама, Перу, Суринам, Тринидад и Тобаго и Френска Гвиана.

## Описание
Теглото им е около 6,9 g.